# Campeonato Paulista de Futebol de 2008 - Série A3
O Campeonato Paulista de Futebol de 2008 - Série A3 foi a 55.ª edição da terceira divisão do futebol paulista. Foi disputado entre 20 equipes, onde os oito primeiros colocados tentariam quatro vagas na Série A2 de 2009 e os quatro últimos seriam rebaixados para a Segunda Divisão de 2009. 
O campeão foi o Flamengo de Guarulhos, que mesmo tendo empatado os 2 jogos da final contra o São Bernardo (ambos empates por 1 a 1) garantiu o título por possuir melhores campanhas em relação ao seu adversário na primeira (32 x 31 pontos) e na segunda fase (14 x 10 pontos), sendo esse o 1º título da equipe na competição.

## Classificação da 1ª fase
| Série A3 - 1ª fase | Série A3 - 1ª fase  | Série A3 - 1ª fase | Série A3 - 1ª fase | Série A3 - 1ª fase | Série A3 - 1ª fase | Série A3 - 1ª fase | Série A3 - 1ª fase | Série A3 - 1ª fase | Série A3 - 1ª fase | Série A3 - 1ª fase |
| Time | Time                | Pts                | J                  | V                  | E                  | D                  | GP                 | GC                 | SG                 | %                  |
| --- | ------------------- | ------------------ | ------------------ | ------------------ | ------------------ | ------------------ | ------------------ | ------------------ | ------------------ | ------------------ |
| 1 | Linense             | 40                 | 19                 | 11                 | 7                  | 1                  | 48                 | 23                 | 25                 | 70,2               |
| 2 | União Barbarense    | 35                 | 19                 | 9                  | 8                  | 2                  | 35                 | 22                 | 13                 | 61,4               |
| 3 | Flamengo            | 32                 | 19                 | 9                  | 5                  | 5                  | 32                 | 21                 | 11                 | 56,1               |
| 4 | São Bernardo        | 31                 | 19                 | 8                  | 7                  | 4                  | 29                 | 19                 | 10                 | 54,4               |
| 5 | Votoraty            | 30                 | 19                 | 8                  | 6                  | 5                  | 36                 | 30                 | 6                  | 52,6               |
| 6 | São Carlos          | 29                 | 19                 | 9                  | 2                  | 8                  | 25                 | 27                 | -2                 | 50,9               |
| 7 | Nacional            | 28                 | 19                 | 7                  | 7                  | 5                  | 26                 | 24                 | 2                  | 49,1               |
| 8 | Oeste Paulista      | 27                 | 19                 | 7                  | 6                  | 6                  | 30                 | 30                 | 0                  | 47,4               |
| 9 | Francana            | 27                 | 19                 | 7                  | 6                  | 6                  | 28                 | 32                 | -4                 | 47,4               |
| 10 | Penapolense         | 27                 | 19                 | 6                  | 9                  | 4                  | 37                 | 24                 | 13                 | 47,4               |
| 11 | XV de Piracicaba*** | 26                 | 19                 | 6                  | 8                  | 5                  | 32                 | 27                 | 5                  | 45,6               |
| 12 | Osvaldo Cruz        | 25                 | 19                 | 6                  | 7                  | 6                  | 28                 | 30                 | -2                 | 43,9               |
| 13 | Itapirense          | 23                 | 19                 | 5                  | 8                  | 6                  | 30                 | 29                 | 1                  | 40,4               |
| 14 | União Mogi          | 22                 | 19                 | 7                  | 1                  | 11                 | 23                 | 36                 | -13                | 38,6               |
| 15 | Palmeiras B         | 21                 | 19                 | 6                  | 3                  | 10                 | 33                 | 47                 | -14                | 36,8               |
| 16 | Força               | 21                 | 19                 | 5                  | 6                  | 8                  | 22                 | 29                 | -7                 | 36,8               |
| 17 | Taubaté             | 17                 | 19                 | 4                  | 5                  | 10                 | 18                 | 30                 | -12                | 29,8               |
| 18 | SEV/Hortolândia***  | 16                 | 19                 | 6                  | 4                  | 9                  | 24                 | 28                 | -4                 | 28,1               |
| 19 | Independente        | 15                 | 19                 | 3                  | 6                  | 10                 | 21                 | 32                 | -11                | 26,3               |
| 20 | Santacruzense       | 14                 | 19                 | 3                  | 5                  | 11                 | 28                 | 45                 | -17                | 24,6               |
| Pts – Pontos ganhos; J – Jogos; V - Vitórias; E - Empates; D - Derrotas; GP – Gols pró; GC – Gols contra; SG – Saldo de gols |                     |                    |                    |                    |                    |                    |                    |                    |                    |                    |

|  |                              |
|  | Classificação à segunda fase |
|  | Eliminados na primeira fase  |
|  | Rebaixados à Série B de 2009 |

(***) XV de Piracicaba e SEV/Hortolândia perderam 6 pontos, conforme determinação do TJD, mas o time de Piracicaba recuperou os pontos após nova decisão do mesmo TJD.